# Pick Me Girl
Une Pick Me Girl, aussi appelée Pickme, ou Pickme Girl, est un terme utilisé sur Internet pour décrire une femme qui recherche l'approbation masculine en rejetant les traits traditionnellement féminins. Leur comportement suggère généralement qu’elles se perçoivent et souhaitent être différentes des autres femmes,. 

## Définition
La Pick Me Girl est une fille ou une femme qui cherche à souligner sa différence par rapport aux autres personnes du même genre. Elle privilégie ainsi les loisirs populaires auprès des hommes, comme le football, les jeux vidéo et la musique rock. Au contraire, elle exprime son mépris pour les centres d'intérêt traditionnellement féminins, comme la mode ou les cosmétiques. La Pick Me Girl peut dénigrer les autres filles en les qualifiant de trop émotives ou superficielles et cherche à se lier d'amitié principalement avec des hommes.
D'un point de vue sociologique, ce comportement est considéré comme une forme de misogynie intériorisée, impliquant souvent l'auto-objectification, et reposant sur la compétition entre femmes et la priorisation de l'attention masculine. Souvent présenté avec humour sur les réseaux sociaux, notamment sur TikTok et Twitter (X), il met en scène des stéréotypes de genre féminins et masculins,.
Les termes « NLOG » (not like other girls), et « Cool Girl » sont parfois utilisés pour évoquer des comportements similaires à ceux de la Pick Me Girl.

## Origines
L’une des premières occurrences notables de l’expression apparaît dans un épisode de la série télévisée Grey's Anatomy diffusé en 2005, dans lequel le personnage de Meredith Grey, interprété par Ellen Pompeo, déclare : « Pick me. Choose me. Love me », qui peut être traduit par « Opte pour moi. Choisis-moi. Aime-moi ». Dans le contexte du scénario, cette réplique s’adresse à Derek Shepherd, interprété par Patrick Dempsey, et exprime le souhait d’être préférée à son épouse.
L’expression « pickme-girl » apparaît sur les réseaux sociaux dès 2006, lorsque des utilisateurs de Twitter se moquaient déjà des femmes qui se vantaient d’être mariées, en opposition aux femmes célibataires.
Elle gagne en visibilité et prends la signification qu'on lui connait en 2016 avec le hashtag #TweetLikeAPickMe, où de très nombreuses publications tournent en dérision les femmes cherchant à paraître plus « uniques » pour attirer l’attention des hommes,. 
Dans les années 2020, le mème se popularise sur TikTok, où des créatrices publient des vidéos parodiques critiquant ce type de comportements. Entre 2021 et 2024, les vidéos TikTok associées à ce hashtag cumulent plus de 2 milliards de vues.

## Pick Me Boy
D'une manière similaire au concept de Pick Me Girl, le terme « Pick Me Boy » désigne un homme qui cherche à obtenir l’attention ou la sympathie des femmes en se dévalorisant ou en critiquant les comportements masculins perçus comme dominants. Ce profil est souvent associé à des attitudes proches de la culture incel et à l’idée que les femmes préfèrent les hommes toxiques ou les mauvais garçons. Cette posture vise à susciter la compassion ou l’approbation, en opposition à une image de garçon « trop gentil » se présentant comme incompris ou marginalisé,.

## Voir également
- (en) Areena Nadeem et Asma Kashif Shahzad, « Patterns Of English Slang Used By Tiktok Content Creators: A Semantic Analysis », Liberal Journal of Language & Literature Review, vol. 3, no 2,‎ 5 juillet 2025 (lire en ligne )
- (en) Kira K. Means, « “Not Like Other Girls”: Implicit and Explicit Dimensions of Internalized Sexism and Behavioral Outcomes », WWU Graduate School Collection, no 1020,‎ 2021 (lire en ligne )